# Xã Monroe, Quận Delaware, Indiana
Xã Monroe (tiếng Anh: Monroe Township) là một xã thuộc quận Delaware, tiểu bang Indiana, Hoa Kỳ. Năm 2010, dân số của xã này là 3.729 người.